# El último Elvis
 El último Elvis es una película argentina-estadounidense dramática de 2012 dirigida por Armando Bó Jr. sobre su propio guion escrito en colaboración con Nicolás Giacobone y que tuvo como protagonistas a John McInerny y Griselda Siciliani. Se estrenó el 26 de abril de 2012.

## Sinopsis
Carlos Gutiérrez, un obrero separado que tiene una pequeña hija llamada Lisa Marie a la que no ve a menudo, vive como si fuese la reencarnación de Elvis Presley e incluso actúa imitándolo, pero al aproximarse a la edad en que murió su ídolo siente que su futuro se encuentra vacío. Justo cuando Carlos renuncia a su trabajo para hacer un gran cambio en su vida, debe hacerse cargo del cuidado de su pequeña hija, lo que le obliga a volver a trabajar, a pasar tiempo con ella y así conocerla, pero, arrastrándola en su cotidiana lógica de una vida armada como perpetuo homenaje a Presley.

## Reparto
- John McInerny ... "Elvis"/Carlos Gutiérrez
- Griselda Siciliani ... Alejandra Olemberg
- Margarita López ... Lisa Marie Gutiérrez
- Rocío Rodríguez Presedo ... "Nina Hagen"
- Corina Romero ... Secretaria

## Comentario/Críticas
Según la crítica del diario Clarín, la película enfoca la vida de Carlos Gutiérrez, el imitador de Elvis Presley, pero no desde la parodia ni desde el ridículo. Carlos es obsesivo y posiblemente esté al borde de un trastorno de identidad disociativo, pero hasta la madre de su hija, que seguramente sufrió muchas cosas junto a él, le tiene más compasión y piedad que odio o bronca:

”El último Elvis es fascinante en su exploración de un personaje pequeño pero con ambiciones gigantes, de un hombre casi sin identidad y que ha tomado una que le permite evadirse de su realidad. Y todo eso dentro de un filme casi sin fisuras desde lo formal. Con su experiencia en publicidad, Bo maneja los tiempos del relato a la perfección, sus actores son impecables, el diseño de producción es notable (Graceland está reconstruido en estudios locales, por ejemplo) y hasta la bromita algo banal de mostrar una galería de imitadores (además de nuestro Elvis, hay un Jagger, un Lennon, un Iggy Pop, un Charly García y hasta Paolo el Rockero...) resulta simpática y hasta tierna. Es que pese a tratarse de una película oscura, hasta densa en su lógica –y en el casi depresivo personaje que la protagoniza-, Bo y el notable John McInerny (un excelente imitador real de Presley) logran que nos involucremos en las peripecias, alegrías y desgracias de este tal Carlitos, que un día se convirtió en Elvis y, a su manera, se consagró para siempre.”

Diego Batlle opina que "merece destacarse...las secuencias musicales (que son vistosas y duran lo que tienen que durar, ni más ni menos) en las que John McInerny se luce mucho más que cuando tiene que "jugar" situaciones más "densas" (aquí el no-actor pierde frente al cantante)."
Alejandro Castañeda por su parte calificó la película en general como muy buena y expresó de John Mcinerny que "no siempre acierta con las escenas dramáticas" 
El periodista y docente Damián Damore de la Agenda Revista expresó "¿Por qué se recuerda tanto a ese Elvis? (refiriéndose a su última etapa en los 70s) ¿Por qué es ése y no otro el protagonista de la frase cliché: “El señor Elvis ya dejó el edificio”? ¿Por qué sus imitadores buscan a ese hombre en desgracia a la hora del disfraz y las patillas falsas? En la película El último Elvis, Carlos Gutiérrez...es Elvis o, mejor dicho, se cree Elvis hasta las últimas consecuencias. No compra relojes de millones de dólares como el original porque, esencialmente, no los tiene. Sí unta hasta la exageración panes con matenca de maní y banana, como le gustaba al Rey. Su historia evoca la del Elvis dramático, brutal e indefenso antes del final anunciado...Ocurre que aquel Elvis joven y bello, flaco y cool, es imposible de vencer. Es imposible de imitar. Es una construcción acabada de belleza masculina, según la estética de los años '50 y '60 del siglo pasado" y puntualiza "El imitador de la película de Bo acude a un Elvis humano y no al Elvis dionisíaco. En un punto, el Elvis perfecto es aburrido. Seguro mejor cantante y bailarín, más atractivo, pero aburrido. El que cayó, el del consumo desmedido de drogas y alcohol, tiene historia detrás.".
Enrique Fernández Lópiz escribe que "...a cambio de la inexperiencia interpretativa, el protagonista canta realmente de forma magnífica, imitando con soltura y emoción sin par al mítico cantante de rock. Un personaje de carne y hueso con una gran voz, físico fondón y empapado de sudor cuando actúa, o sea, tan repulsivo como atractivo era Elvis... .hace un rol dramático muy bueno."

### Comentario
En una entrevista de Germán Arrascaeta en 2014, John Mcinerny dijo que "Elvis es difícil porque es un personaje que camina sobre una soga muy finita entre lo que es la excelencia y el ridículo. Sólo Elvis, sólo él mismo, podía estar en ese equilibrio" y al mismo tiempo reconoció su incapacidad para imitarlo totalmente en un escenario.

## Festivales
Participó en septiembre de 2012 en el primer Festival Internacional UNASUR Cine, donde obtuvo algunos premios y en la sección Horizontes Latinos en el Festival de San Sebastián.

## Premios
- Premio Descubrimiento de la Crítica en la 24° edición del Festival CineLatino de Toulouse.[8]
- Premio a la Mejor Película en el East End Film Festival.[9]
- Festival UNASUR Cine: Mejor dirección de arte, Mejor vestuario y Mejor guion.